# Olympische Jugend-Winterspiele 2020/Teilnehmer (Singapur)
| Gelbes Symbol für Goldmedaillen mit stilisierten Olympischen Ringen | Graues Symbol für Silbermedaillen mit stilisierten Olympischen Ringen | Braundes Symbol für Bronzemedaillen mit stilisierten Olympischen Ringen |
| ------------------------------------------------------------------- | --------------------------------------------------------------------- | ----------------------------------------------------------------------- |
| —                                                                   | —                                                                     | —                                                                       |

Singapur nahm an den Olympischen Jugend-Winterspielen 2020 in Lausanne mit drei Athleten (zwei Jungen und ein Mädchen) in zwei Sportarten teil.

## Teilnehmer nach Sportarten

### Eishockey
Im 3×3 Eishockey spielten die Athleten in gemischten Mannschaften.
| Mannschaft    | Athleten | Vorrunde       | Vorrunde | Halbfinale    | Halbfinale    | Finale/Spiel um Bronze | Finale/Spiel um Bronze | Rang |
| Mannschaft    | Athleten | Gegner         | Ergebnis | Gegner        | Ergebnis      | Gegner                 | Ergebnis               | Rang |
| ------------- | --- | -------------- | -------- | ------------- | ------------- | ---------------------- | ---------------------- | ---- |
| Jungen        | |                |          |               |               |                        |                        |      |
| _ Team Orange | Matthew Hamnett Jakub Michalski Diego Rodríguez Tomoyoshi Yuki Nicolò Remolato Jack Lewis Kim Sang-yeob Jonas Dobnig Roman Kechter Márk Weidemann Leni Michellod Iwan Nowoschilow Jan Schostak | _ Team Rot     | 8:6      | ausgeschieden | ausgeschieden | ausgeschieden          | ausgeschieden          | 6    |
| _ Team Orange | Matthew Hamnett Jakub Michalski Diego Rodríguez Tomoyoshi Yuki Nicolò Remolato Jack Lewis Kim Sang-yeob Jonas Dobnig Roman Kechter Márk Weidemann Leni Michellod Iwan Nowoschilow Jan Schostak | _ Team Blau    | 12:1     | ausgeschieden | ausgeschieden | ausgeschieden          | ausgeschieden          | 6    |
| _ Team Orange | Matthew Hamnett Jakub Michalski Diego Rodríguez Tomoyoshi Yuki Nicolò Remolato Jack Lewis Kim Sang-yeob Jonas Dobnig Roman Kechter Márk Weidemann Leni Michellod Iwan Nowoschilow Jan Schostak | _ Team Gelb    | 4:9      | ausgeschieden | ausgeschieden | ausgeschieden          | ausgeschieden          | 6    |
| _ Team Orange | Matthew Hamnett Jakub Michalski Diego Rodríguez Tomoyoshi Yuki Nicolò Remolato Jack Lewis Kim Sang-yeob Jonas Dobnig Roman Kechter Márk Weidemann Leni Michellod Iwan Nowoschilow Jan Schostak | _ Team Braun   | 10:14    | ausgeschieden | ausgeschieden | ausgeschieden          | ausgeschieden          | 6    |
| _ Team Orange | Matthew Hamnett Jakub Michalski Diego Rodríguez Tomoyoshi Yuki Nicolò Remolato Jack Lewis Kim Sang-yeob Jonas Dobnig Roman Kechter Márk Weidemann Leni Michellod Iwan Nowoschilow Jan Schostak | _ Team Schwarz | 14:8     | ausgeschieden | ausgeschieden | ausgeschieden          | ausgeschieden          | 6    |
| _ Team Orange | Matthew Hamnett Jakub Michalski Diego Rodríguez Tomoyoshi Yuki Nicolò Remolato Jack Lewis Kim Sang-yeob Jonas Dobnig Roman Kechter Márk Weidemann Leni Michellod Iwan Nowoschilow Jan Schostak | _ Team Grün    | 6:8      | ausgeschieden | ausgeschieden | ausgeschieden          | ausgeschieden          | 6    |
| _ Team Orange | Matthew Hamnett Jakub Michalski Diego Rodríguez Tomoyoshi Yuki Nicolò Remolato Jack Lewis Kim Sang-yeob Jonas Dobnig Roman Kechter Márk Weidemann Leni Michellod Iwan Nowoschilow Jan Schostak | _ Team Grau    | 2:5      | ausgeschieden | ausgeschieden | ausgeschieden          | ausgeschieden          | 6    |

### Shorttrack
| Athlet     | Wettbewerb | Vorlauf      | Vorlauf | Viertelfinale | Viertelfinale | Halbfinale    | Halbfinale    | Finale        | Finale        | Rang          |
| Athlet     | Wettbewerb | Zeit         | Rang    | Zeit          | Rang          | Zeit          | Rang          | Zeit          | Rang          | Rang          |
| ---------- | ---------- | ------------ | ------- | ------------- | ------------- | ------------- | ------------- | ------------- | ------------- | ------------- |
| Jungen     |            |              |         |               |               |               |               |               |               |               |
| Trevor Tan | 500 m      | 43,424 s     | 2       | Gelbe Karte   | Gelbe Karte   | ausgeschieden | ausgeschieden | ausgeschieden | ausgeschieden | ausgeschieden |
| Trevor Tan | 1000 m     | 1:38,032 min | 3       | ausgeschieden | ausgeschieden | ausgeschieden | ausgeschieden | ausgeschieden | ausgeschieden | 23            |
| Mädchen    |            |              |         |               |               |               |               |               |               |               |
| Alyssa Pok | 500 m      | 48,044 s     | 4       | ausgeschieden | ausgeschieden | ausgeschieden | ausgeschieden | ausgeschieden | ausgeschieden | 25            |
| Alyssa Pok | 1000 m     | 1:49,094 min | 3       | ausgeschieden | ausgeschieden | ausgeschieden | ausgeschieden | ausgeschieden | ausgeschieden | 22            |